# Ferdinand Philippe của Orléans
Ferdinand Philippe, Công tước xứ Orléans (Ferdinand Philippe Louis Charles Henri Joseph; 03 tháng 09 năm 1810 - 13 tháng 07 năm 1842) là con trai cả của Vua Louis Philippe I của Pháp và Maria Amalia của Naples và Sicilia. Ông sinh ra trong cảnh sống lưu vong tại Sicily ở quê mẹ, trong khi cha mẹ ông là Công tước và Công tước phu nhân của xứ Orléans. Ferdinand Philippe là người thừa kế của Nhà Orléans từ khi sinh ra. Sau sự kế vị của cha mình với tư cách là Vua của Pháp vào năm 1830, ông trở thành Vương tử Vương thất Pháp và Công tước xứ Orléans. Ông qua đời vào năm 1842, nên không thể kế nghiệp cha mình hoặc chứng kiến sự sụp đổ của Chế độ quân chủ tháng Bảy và cuộc lưu vong sau đó của gia đình đến Vương quốc Anh.
Con trai cả của ông, Vương tôn Philippe, Bá tước xứ Paris được xem là đã trở thành vua của Pháp trong 2 ngày, sau khi Louis-Philippe I của Pháp tuyên bố thoái vị, đây là nỗ lực cuối cùng của người Nhà Orléans để tiếp tục nắm giữ ngai vàng của Vương quốc Pháp, nhưng bất thành.

## Cuộc sống đầu đời
Sinh ra tại Palermo vào tháng 09 năm 1810, trong thời gian cha mẹ ông sống lưu vong, vì là người thừa kế rõ ràng của Orleans nên từ khi sinh ra ông đã nhận tước phong Công tước xứ Chartres. Ông đã được rửa tội và có tên đầy đủ là Ferdinand Philippe Louis Charles Henri Joseph và được gọi ngắn gọn là Ferdinand Philippe để vinh danh ông ngoại, Vua Ferdinand I của Hai Sicilie và ông nội Công tước Philippe Égalité xứ Orléans. Mặc dù sinh ra trong cảnh lưu vong, nhưng ông vẫn giữ vị trí Prince du sang và được phong là Serene Highness. Vì là con trai cả, nên ông là người thừa kế tước vị Công tước xứ Orléans, người đứng đầu Nhà Orléans (một nhánh của Vương tộc Bourbon của Pháp).
Vị hoàng tử trẻ lần đầu tiên đến thăm Vương quốc Pháp vào năm 1814 trong thời kỳ Bourbon Phục hoàng lần thứ nhất, định cư ở đó lâu dài hơn vào năm 1817. Năm 1819, cha của ông đưa ông đến giáo dục tại Collège Henri-IV, dưới sự hướng dẫn của M. de Boismilon. Louis Philippe mong muốn con trai mình nhận được một nền giáo dục khai phóng trên nền tảng hoàn toàn bình đẳng với các học sinh khác. Ferdinand Philippe rất thành công trong việc học của mình và tham gia các khóa học tại École polytechnique. Sau một chuyến đi đến Vương quốc Anh (thăm cả Anh và Scotland) vào năm 1819, ông đến Lunéville gia nhập Trung đoàn 1 Nhảy dù Hussar, trong đó ông được Vua Charles X phong làm đại tá vào năm 1824. Vào tháng 9 năm 1824, Vua Charles X đã cấp cho ông phong cách "Royal Highness", và được Ferdinand Philippe duy trì cho đến khi cha ông lên ngôi sáu năm sau đó.